# أداما تراوري (لاعب كرة قدم مواليد 1995)
أداما تراوري (بالفرنسية: Adama Traoré) (و. 1995  م) هو لاعب كرة قدم، من مالي، ولد في باماكو، يلعب كلاعب جناح .

## روابط خارجية
- أداما تراوري (لاعب كرة قدم مواليد 1995) على موقع الاتحاد الأوربي (الإنجليزية)
- أداما تراوري (لاعب كرة قدم مواليد 1995) على موقع رابطة كرة القدم الفرنسية للمحترفين (الإنجليزية)
- أداما تراوري (لاعب كرة قدم مواليد 1995) على موقع قاعدة بيانات كرة القدم.إي يو (الإنجليزية)
- أداما تراوري (لاعب كرة قدم مواليد 1995) على موقع ليكيب (الفرنسية)
- أداما تراوري (لاعب كرة قدم مواليد 1995) على موقع ناشيونال فوتبول تيمز (الإنجليزية)
- أداما تراوري (لاعب كرة قدم مواليد 1995) على موقع Soccerway.com (الإنجليزية)
- أداما تراوري (لاعب كرة قدم مواليد 1995) على موقع عالم كرة القدم.نت (الإنجليزية)